# Euplagia
Euplagia là một chi bướm đêm trong phân họ Arctiinae, họ Erebidae.

## Các loài
- Euplagia quadripunctaria Poda, 1761
- Euplagia splendidior Tams, 1922

## Hình ảnh

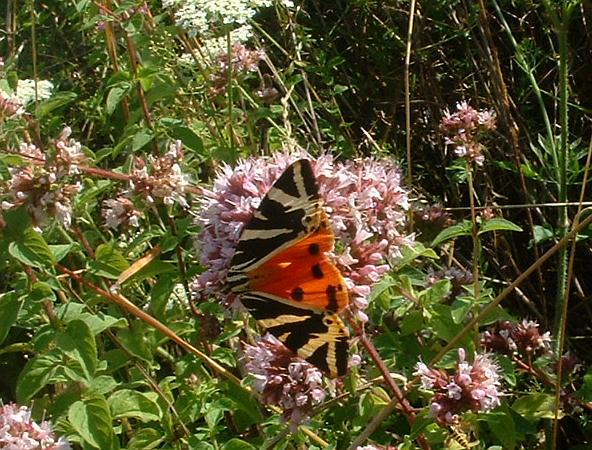